# Operación carambola
Operación carambola es una película de comedia y acción mexicana de 1968, dirigida por Alfredo Zacarías con guion de Roberto Gómez Bolaños y protagonizada por Gaspar Henaine «Capulina», Roberto Gómez Bolaños «Chespirito», Joselo, Alfonso Arau, Alicia Bonet y Amedee Chabot. Ésta es la primera película de Capulina filmada a color en solitario, y la única en la que participa Chespirito, quien apareció en las anteriores películas filmadas en blanco y negro, Dos locos en escena y Dos criados malcriados (ambas de 1960) con Viruta y Capulina. Esta película es recordada por ser una película de espionaje y aventura con guiños al estilo James Bond.

## Argumento
Capulina es contratado como el “Agente 13” por el misterioso Román Ayala (Alfonso Arau), creyendo que sirve a una agencia de seguridad legítima llamada "Operación Carambola". Muy pronto descubre que ha sido enviado como cebo para la organización criminal “Escorpión”, la cual planea usar una planta termonuclear para amenazar América Latina. Con ayuda de cómplices inesperados, incluido su hilarante compañero Carlitos (Chespirito), emprende una misión para desbaratar el malévolo complot.

## Reparto
- Gaspar Henaine «Capulina» como Capulina / Agente 13
- Roberto Gómez Bolaños «Chespirito» como Carlitos
- Joselo como Joselo
- Alicia Bonet como recepcionista del hotel
- René Cardona como líder de la «organización Escorpión»
- Alfonso Arau como Román Ayala
- Amedee Chabot como Gloria/Clara
- Elizabeth Dupeyrón como ayudante 1 de Capulina
- Leticia Rodríguez como ayudante 2 de Capulina
- Fabricio como  Fabricio
- Nathanael León como Frankenstein
- Carmen Ruiz como Novia de Fabricio
- Ricardo Adalid
- Alejandro Joujer
- Velvet Ambert como Miembro de la «organización Escorpión» #1
- Milena Morones como Miembro de la «organización Escorpión» #2
- Julie Janssen como Miembro de la «organización Escorpión» #3
- Linda Ranel como Miembro de la «organización Escorpión» #4
- Lucía Moed como Miembro de la «organización Escorpión» #5
- Brigette Herold como Miembro de la «organización Escorpión» #6
- Roxana Contell como Miembro de la «organización Escorpión» #7
- Margaret Breadley como Miembro de la «organización Escorpión» #8
- Lynne Haskind como Miembro de la «organización Escorpión» #9
- Sara Benítez como Miembro de la «organización Escorpión» #10